# 40 (Lied)
40 ist eine Ballade der Band U2. Sie ist der letzte Titel auf ihrem 1983 erschienenen Album War. 
Der Song wird oft zum Abschluss eines Konzerts gespielt. Die Band verlässt dabei nach und nach die Bühne, während das Publikum den Refrain „How long to sing this song?“ weitersingt. Der Text bezieht sich auf Psalm 40 der Bibel.
Die Ballade wurde nur in Deutschland als Single veröffentlicht, um den Auftritt von U2 auf dem Loreley-Festival 1983 zu bewerben. Als B-Seite wurde Two Hearts Beat as One verwendet. 40 ist seit 1983 fester Bestandteil der Live-Konzerte von U2 und wurde über 500 Mal aufgeführt.

## Aufnahme
Der Song wurde in den letzten Stunden der Aufnahme-Sessions für War fertiggestellt. Nachdem sie die ganze Nacht in den Windmill Lane Studios an dem Album gearbeitet hatten, hatte die Band um 6 Uhr morgens das Gefühl, dass ihnen noch ein Song fehlte. Die Band Minor Detail sollte ihre Aufnahmesession um 8 Uhr morgens beginnen und war bereits früher eingetroffen, und U2-Bassist Adam Clayton war bereits nach Hause gegangen. In einem Moment der Inspiration beschlossen die verbleibenden Mitglieder Bono, The Edge und Larry Mullen Jr. einen Song wieder aufleben zu lassen, den The Edge als „ein großartiger Bass-Hook, aber ein etwas sperriges Arrangement mit vielen seltsamen Abschnitten und Zeitwechseln“ beschrieb, den sie nicht als zusammenhängenden Song umsetzen konnten. Der Produzent Steve Lillywhite bearbeitete den Song schnell und entfernte alle Teile, die nicht zur musikalischen Hauptidee gehörten. Wegen der Abwesenheit von Clayton spielte The Edge Gitarre und Bassgitarre. Auf der Suche nach lyrischer Inspiration schlug Bono die Bibel auf und fand Psalm 40, auf dem er seine Worte aufbaute. Als sein Gesang aufgenommen war, verließ die Band das Studio und beendete die Sessions für War.

„Als wir unsere dritte Platte machten, die War-LP, wurden wir vom Studiomanager aus dem Studio geworfen, weil wir überzogen hatten oder so, und wir hatten noch einen Song zu machen. Wir schrieben diesen Song in etwa zehn Minuten, wir nahmen ihn in etwa zehn Minuten auf, wir mischten ihn in etwa zehn Minuten und wir spielten ihn dann noch einmal zehn Minuten lang, und das hat nichts damit zu tun, warum er '40' heißt.“

Das Lied wurde neun Mal gecovert.

## Konzert-Aufführungen

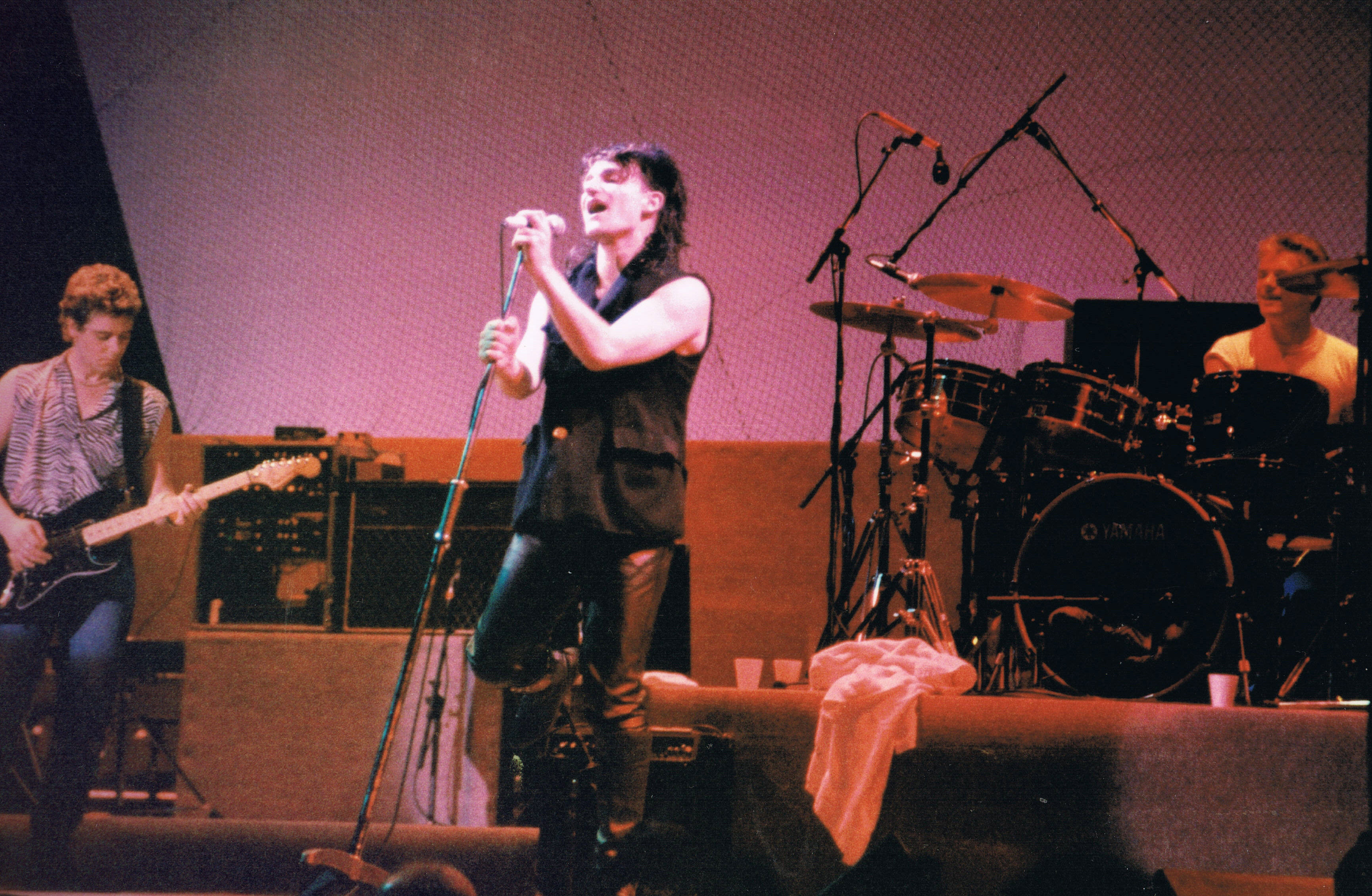
U2 spielen 40 (1984). Links Bassist Adam Clayton an der Gitarre

40 ist als Abschlusslied beliebt. Bei Live-Auftritten tauschen Adam Clayton und The Edge die Instrumente, so dass Clayton Gitarre und Edge Bass spielt. Die Bandmitglieder verlassen nach und nach die Bühne, zuerst Bono, dann Clayton, dann Edge und schließlich Mullen. Das Publikum singt meist den Refrain „How long...to sing this song?“ weiter, nachdem die Band die Bühne verlassen hat; manchmal animiert Bono das Publikum dazu.
Live-Aufführungen des Songs sind auf dem Live-Album Under a Blood Red Sky und dem Konzertfilm Live at Red Rocks enthalten.
Der Song gehört zu den 20 meistgespielten Live-Songs von U2.